# 恋愛ドラマをもう一度
『恋愛ドラマをもう一度』（れんあいドラマをもういちど）は、2013年11月23日・12月7日でLaLa TVに放送された日本のテレビドラマで、LaLaTVの初の本格オリジナルドラマ。主題歌・挿入歌はシャ乱Q・つんく♂ の『シングルベッド』。音楽担当は窪田ミナ。Twitterのハッシュタグ名は「#恋ドラ」。

## 概要
- LaLa TVの番組「THE ドラマカンファレンス」から生まれる[1]。
- 2013年10月30日、ドラマのメイキング模樣を公開[2]。11月6日、出演者・伊藤歩と岡田惠和がオリコンの特集記事も公開される[3]。
- 放送前には、監督・星田良子がLaLaTVの番組「あなたがヒロイン！」に出演している[4]。
- 2013年11月14日、「恋愛ドラマをもう一度」放送記念特番がアメスタにて生放送する。

## キャスト
| 役             | 歳 | 備考                         | 俳優       |
| -------------- | -- | ---------------------------- | ---------- |
| 矢作啓介       | 50 | 脚本家                       | 高橋克典   |
| 坂井ひとみ     | 33 | 演出家                       | 伊藤歩     |
| 須藤美咲       | 26 | アシスタント・プロデューサー | 佐津川愛美 |
| バーのマスター | 43 | N/A                          | 佐藤二朗   |
| 笠原和子       | 36 | プロデューサー               | 余貴美子   |

## 挿話

### キスで乾杯
- 俳優の山崎育三郎とAAAの宇野実彩子とともに客演する劇中劇である。2013年11月28日、フルバージョンが「恋愛ドラマをもう一度」ナビ特番に放送される[5][※ 1]。

## 商品
- 2014年4月4日、『恋愛ドラマをもう一度』のDVDが角川書店から発売される[6]。